# Cindaga
Cindaga is een bestuurslaag in het regentschap Banyumas van de provincie Midden-Java, Indonesië. Cindaga telt 9487 inwoners (volkstelling 2010).